# Torres de Alcanadre (kommunhuvudort)
Torres de Alcanadre är en kommunhuvudort i Spanien.   Den ligger i provinsen Provincia de Huesca och regionen Aragonien, i den nordöstra delen av landet, 300 km nordost om huvudstaden Madrid. Torres de Alcanadre ligger 391 meter över havet och antalet invånare är 123.
Terrängen runt Torres de Alcanadre är platt. Runt Torres de Alcanadre är det mycket glesbefolkat, med 6 invånare per kvadratkilometer. Närmaste större samhälle är Sariñena, 19,9 km söder om Torres de Alcanadre. Trakten runt Torres de Alcanadre består till största delen av jordbruksmark.